# Ferdinand Schmidtmann
Ferdinand Philipp Heinrich August Schmidtmann (* 24. Mai 1749 in Wittlage; † 6. Januar 1823 in Osnabrück) war ein deutscher Jurist und Mitglied der Reichsstände des Königreichs Westphalen.

## Leben
Ferdinand Philipp Heinrich August Schmidtmann war Sohn von Ernst August Philipp Schmidtmann († 1771, Rentmeister zu Wittlage) und Marie Barbara Schelver. Am 29. September 1776 heiratete er in Osnabrück Bernhardine Anna Adelheid Müseler (1756–1792). Aus der Ehe gingen zehn Kinder hervor.
Nach dem Abitur studierte Ferdinand Philipp Jura an der Georg-August-Universität Göttingen und wurde 1776 Amtsauditor und Amtsrentmeister in Iburg. Er war Mitglied des Departementsrats des Weser-Departements und vom 2. Juni 1808 bis zum 5. März 1811 als Vertreter der Grundbesitzer für das Weser-Departement Abgeordneter der Reichsstände des Königreichs Westphalen. Im Jahr 1809 wurde er zum Maire von Iburg im Distrikt Osnabrück ernannt und blieb bis 1810, als er Bürgermeister in Osnabrück wurde, in diesem Amt. Nach der napoleonischen Zeit war er zunächst Amtmann und später Oberamtmann des Königlich Hannoverschen Amts Osnabrück.